# Hexanchus griseus
Hexanchus griseus је рушљориба из реда Hexanchiformes и фамилије Hexanchidae.

## Угроженост
Ова врста је на нижем степену опасности од изумирања, и сматра се скоро угроженим таксоном.

## Распрострањење
Ареал врсте покрива средњи број држава у свим светским океанима. 
Врста је присутна у Канади, Сједињеним Америчким Државама, Бермудским острвима, Аустралији и Италији.

## Станиште
Врста је присутна од површине мора до бар 2000 метара дубине.

## Начин живота
Ова врста је ововивипарна.